# Sejna plast
Sejna plast je peti sloj OSI modela. Sejna plast je v večini komunikacijskih tehnologij neuporabljena. Skrbi za komuniciranje med končnimi procesi (entitetami) in ponuja stortive, ki omogočajo logično povezovanje procesov med seboj (sinhronizacijo). Sejni sloj definira tudi dvosmerno povezavo.